# Медаль Габора
Не следует путать с Премией Денеша Габора
Меда́ль Га́бора (англ. Gabor Medal) — вручается Лондонским королевским обществом. Учреждена в 1989 году в честь Денеша Габора и присуждается раз в два года начинающим учёным или учёным, находящимся на середине своей карьеры. Первоначально критерием для присуждения медали были «признанные заслуги в науке о жизни, в частности в области генной инженерии и молекулярной биологии», позднее критерий был изменён и сейчас медаль вручается «за признанные заслуги в работах, связывающих науки о жизни с другими дисциплинами». С медалью вручается денежная премия размером 2000 фунтов стерлингов (до 2017 года — 1000 стерлингов).
Впервые медаль была вручена в 1989 году Норин Мюррей.

## Список награждённых
| Год  | Имя                  | Основание |
| ---- | -------------------- | --- |
| 1989 | Норин Мюррей         | За её пионерную работу в области генной инженерии, в частности за изучение фага лямбда |
| 1991 | Алан Фершт           | За его новаторскую работу в области белковой инженерии и за изучение структуры белков и их ферментативных функций |
| 1993 | Чарльз Вейсманн      | За его вклад в молекулярную биологию, включая его инновационный анализ Coli-фага Q-бэта путём применения методов создания сайт-специфичных мутаций, а также за включение гена альфа-интерферона в бактерии |
| 1995 | Дэвид Хопвуд         | За его работу в развивающейся области генетики Streptomyces и за вклад в программирование процесса поликетидного синтеза. |
| 1997 | Кеннет Холмс         | За его достижения в молекулярной биологии, в частности в анализе биологических структур вирусов, а также за использование синхротронного излучения для экспериментов по дифракции рентгеновского излучения, которое сейчас широко используется не только в молекулярной биологии, но и в физике и материаловедении.                                                                                   |
| 1999 | Бёрд, Эдриан         | За его новаторские работы в изучении общих механизмов регуляции транскрипции генома млекопитающих, а также за исследования молекулярной основы фундаментальных биологических механизмов, в частности, за разработку способов анализа метилирования эукариотической ДНК с использованием эндонуклеаз и за открытие и исследования нового класса последовательностей ДНК, найденных у всех позвоночных. |
| 2001 | М. Азим Сурани       | За открытие импринтинга генома млекопитающих, выявления экспрессии определенных аутосомных генов в соответствии с происхождением родителей. Геномный импринтинг имеет серьёзные следствия для генетики человека и принципов наследования болезней человека и его открытие было фундаментальным прорывом, который изменил наши представления о генетике млекопитающих.                                 |
| 2003 | Жан Бэггс            | За её вклад в работы по выделению и управлению молекулами рекомбинантной ДНК эукариотических организмах, добавившем новое измерение в молекулярную и клеточную биологию. |
| 2005 | Лайонель Кроуфорд    | За его работы с ДНК вирусов, вызывающих рак, таких как паповавирусы, папилломавирусы, полиомавирусы и SV40. |
| 2007 | Робертс, Ричард Джон | За международно признанный вклад в открытие РНК-сплайсинга и за структурные и генетические исследования. |
| 2009 | Грегори Чаллис       | За междисциплинарные работы по геномике Streptomyces coelicolor. |
| 2010 | Гидеон Дэвис         | За междисциплинарные работы по изучению трехмерных структур ферментов, которые перевернули гликобиохимию. |
| 2011 | Анжела Маклин        | За ключевые работы по математической популяционной биологии иммунитета. |
| 2013 | Christofer Toumazou  | За успешное применение полупроводниковых технологий в биомедицинских и естественно-научных исследованиях, в том числе, в последнее время в области анализа ДНК. |
| 2015 | Бенджамин Саймонс    | За его работу, анализирующую происхождение стволовых клеток в развитии, тканевом гомеостазе и раке, революционизирующих наше понимание поведения стволовых клеток в живом организме. |
| 2017 | Richard M. Durbin    | Оригинальный текст (англ.)«For his outstanding contributions to computational biology, and their impact across many areas of the life sciences.» |
| 2018 | Кейт Макфи           | Оригинальный текст (англ.)«for her seminal contributions to understanding protein aggregation that informed our approach to diseases such as Alzheimer’s and diabetes, and opened up new opportunities for creating self-assembled functional biopolymers.» |
| 2019 | Alison Noble         | Оригинальный текст (англ.)«for developing solutions to a number of key problems in biomedical image analysis and substantially advancing automatic extraction of clinically useful information from medical ultrasound scans.» |
| 2020 | David Ian Stuart     | Оригинальный текст (англ.)«for his seminal contributions to understanding virus structure and application to vaccine design, as well as driving the application of engineering and physical science to the life sciences.» |
| 2021 | Peter Donnelly       | Оригинальный текст (англ.)«for pioneering work in the genomic revolution in human disease research, transforming the understanding of meiotic recombination, and for developing new statistical methods.» |
| 2022 | Graham Medley        | Оригинальный текст (англ.)«for leading an interdisciplinary team of biologists, clinicians, mathematicians and statisticians who provided SAGE with epidemiological modelling expertise concerning the COVID-19 pandemic.» |
| 2023 | Catherine Noakes     | Оригинальный текст (англ.)«for her pioneering contributions to infection risk modelling and her exceptional leadership in the field through groundbreaking research and a multidisciplinary approach.» |
| 2024 | Emily Rayfield       | Оригинальный текст (англ.)«for her pioneering a new, cross-disciplinary era of engineering-informed computational palaeobiology.» |